# Morten Hesseldahl
Morten Hesseldahl (født 11. december 1964 i Odense) er en dansk forfatter og publicist og 2018-2022 adm.direktør for forlaget Gyldendal. Han har studeret filosofi og er uddannet i grafisk teknologi, økonomi og afsætningsøkonomi.
Som forfatter har han skrevet en lang række tegneserier, bl.a. en meget rost tegneserierække om Danmark under besættelsen. Han har desuden været direktør for flere forlag. Morten Hesseldahl er medlem af bestyrelsen for Dansk PEN og medstifter af den borgerlige tænketank CEPOS. 
12. juni 2007 blev han udnævnt til administrerende direktør på Dagbladet Information som afløser for Henrik Bo Nielsen, efter at denne var blevet ansat som direktør for Det Danske Filminstitut efter Henning Camre. Et institut som Morten Hesseldahl i øvrigt var bestyrelsesformand for.
24. september 2007 udkom den anmelderroste spændingsroman Drager over Kabul på Forlaget Modtryk.
Han var adm.dir. på dagbladet information 2007-2010 og dernæst direktør for kulturområdet i DR og medlem af DRs direktion. Fra 2014 var han direktør for Det Kongelige Teater.
25. august 2022 blev det offentliggjort, at han fratræder på Gyldendal, og at Hanne Salomonsen konstitueres som administrerende direktør i hans sted, pr. 1. september 2022.

## Karriere
- Forlagsredaktør Gyldendal, 1990-97
- Forlagschef og direktør Høst & Søn og Hans Reitzels Forlag, 1997-2002
- Adm. direktør Bonnier Forlagene, 2002-2007
- Adm. direktør Dagbladet Information, 2007-2010
- Kulturdirektør DR, 2010-2014
- Teaterchef Det Kongelige Teater, 2014-2018
- Adm. direktør for forlaget Gyldendal, 2018-2022